# Jang Mi-ran
Jang Mi-ran (n. 9 octombrie 1983, Wonju, Coreea de Sud) este o sportivă ce a reprezentat Coreea de Sud, medaliată olimpică. A participat la 3 ediții ale Jocurilor Olimpice (2004, 2008, 2012) în care a câștigat o medalie de aur, o medalie de argint și o medalie de bronz.